# Гавриш, Виталий Владимирович
Вита́лий Влади́мирович Га́вриш (укр. Віталій Володимирович Гавриш; род. 18 марта 1986, Чернигов) — украинский футболист, полузащитник.

## Биография
Начал профессиональную карьеру 18 мая 2003 года в черниговской «Десне», выйдя на замену в матче против днепродзержинской «Стали». В 2007 году перешёл в донецкий «Металлург», но сразу же был отдан в аренду «Стали» из Алчевска, которая играла в Высшей лиге Украины, но по итогам того сезона заняла 15 место и вылетела в Первую лигу. Следующий сезон Виталий Гавриш начал в донецком «Металлурге», в котором отыграл только 2 матча. В 2008 году Гавриш вернулся в «Сталь».
11 января 2012 года перешёл в «Александрию». 3 марта 2012 года дебютировал за «Александрию» в матче против луцкой «Волыни». 8 апреля 2012 года забил свой первый гол за «Александрию» в матче против криворожского «Кривбасса», который стал победным. Вместе с клубом вылетел из Высшей лиги в Первую лигу.
2 февраля 2013 года перешёл в «Металлург» из Запорожья. 2 марта 2013 года дебютировал в «Металлурге» в матче против «Ильичёвеца». Свой первый гол за «Металлург» забил 7 декабря 2014 года, в ворота «Ильичёвца».
18 октября 2015 сыграл за «Говерлу» в выездном матче Премьер-лиги против луганской «Зари», выйдя на замену вместо Алексея Савченко на 57-й минуте встречи. Летом 2016 года перешёл в кировоградскую «Звезду». За свой новый клуб дебютировал 22 июля 2016 года, однако уже в августе покинул команду. После назначения тренером «Звезды» Дарио Друди полузащитник перестал попадать в состав и руководство клуба предложило футболисту перейти в дубль, но он решил расторгнуть контракт и затем стал игроком «Колоса», играющего в Первой лиге. 2 октября 2016 года, в первом же матче за свой новый клуб, вышел в основе и забил гол на 19 минуте, в ворота «Арсенала» из Киева.

## Достижения
- Серебряный призёр Первой лиги Украины: 2018/19
- Бронзовый призёр Первой лиги Украины (2): 2009/10, 2010/11
- Победитель Второй лиги Украины: 2005/06
- Серебряный призёр Второй лиги Украины (2): 2003/04, 2004/05